# Hosea Kiprop Rotich
Hosea Kiprop Rotich (2 agosto 1979) è un ex maratoneta keniota.

## Biografia
Ha gareggiato principalmente sulla distanza della maratona; tra i risultati di maggior rilievo spiccano un terzo posto alla Maratona di Parigi, un secondo posto alla Maratona di Francoforte, un quarto posto alla Maratona di Roma e la vittoria della Maratona di Nairobi nel 2006. Il miglior tempo ottenuto in carriera sulla massima distanza olimpica è di 2h07'24", stabilito nel 2008.

## Campionati nazionali
2008
- 24º ai campionati kenioti di corsa campestre - 39'48"8[1]

## Altre competizioni internazionali
2006
- Oro alla Maratona di Nairobi ( Nairobi) - 2h10'17"[1][2]

2007
- 13º alla Maratona di Boston ( Boston) - 2h20'04"[1][2]
- Argento alla Maratona di Francoforte ( Francoforte sul Meno) - 2h08'11"[1][2]

2008
- 9º alla Maratona di New York ( New York) - 2h15'26"[1][2]
- Bronzo alla Maratona di Parigi ( Parigi) - 2h07'24" [1][2]
- 7º alla Mezza maratona di New York ( New York) - 1h03'13" [1][2]

2009
- 4º alla Maratona di Roma ( Roma) - 2h09'47"[1][2]
- 10º alla Mezza maratona di New York ( New York) - 1h04'59"[1][2]

2010
- 5º alla Maratona di Singapore ( Singapore) - 2h15'19"[1][2]

2011
- 5º alla Maratona di Ottawa ( Ottawa) - 2h11'46"[1][2]